# Cité de Kalgoorlie-Boulder

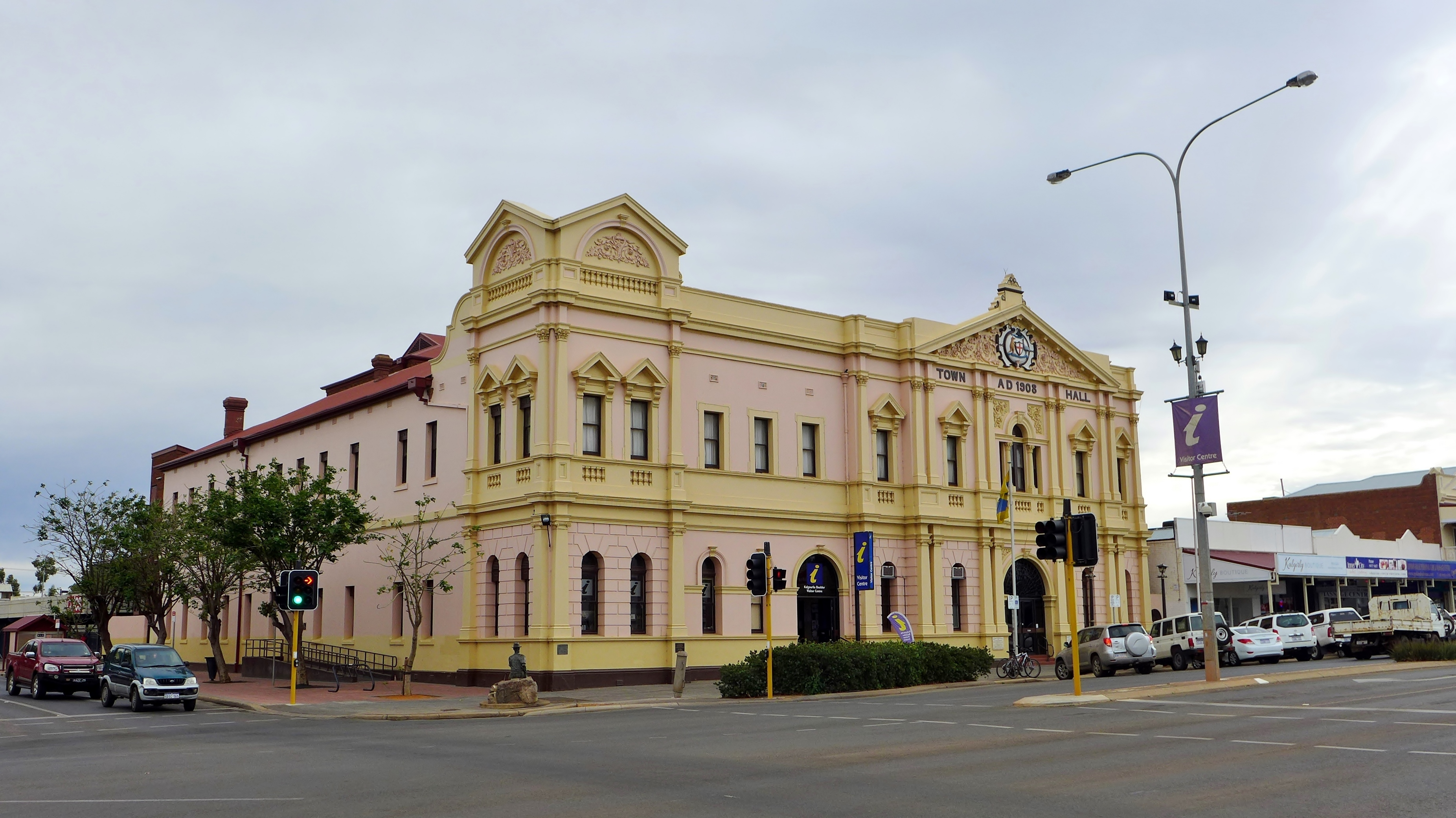
Vue de l'hôtel de ville de Kalgoorlie

La Cité de Kalgoorlie-Boulder (City of Kalgoorlie-Boulder en anglais) est une zone d'administration locale dans le sud de l'Australie-Occidentale en Australie à environ 550 kilomètres à l'est de Perth, la capitale de l'État. 
La zone est divisée en localités:
- Broad Arrow
- Bulong
- Coonana
- Cundeelee
- Forrest
- Golden Ridge
- Kanowna
- Loongana
- Ora Banda
- Rawlinna
- Zanthus ,

la ville de Kalgoordie elle-même étant divisée en quartiers:
- Kalgoorlie
- Boulder
- Binduli
- Broadwood
- Brown Hill
- Fimiston
- Hannans
- Karlkurla
- Lamington
- Mullingar
- Parkeston
- Piccadilly
- Somerville
- South Boulder
- South Kalgoorlie
- Trafalgar
- Victory Heights
- West Kalgoorlie
- West Lamington
- Williamstown
- Yilkari

La zone a 12 conseillers et n'est pas découpée en circonscriptions.